# كارل كلاين
كارل كلاين (بالإنجليزية: Carl Kline)‏ هو ضابط وطبيب نفسي أمريكي، ولد في 1915، وتوفي في 2005.